# Кравченко Максим Анатолійович
Максим Анатолійович Кравченко (2 червня, 1979 Україна) — півзахисник сутички (англ. Scrum-half) національної збірної України з регбі, капітан команди. Гравець РК «Олімп» (Харків).